# 발도메로 아기날도

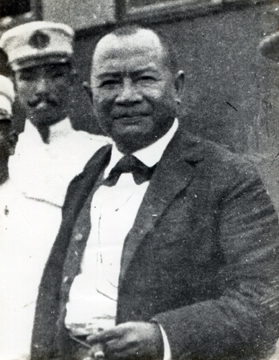

발도메로 아기날도(타갈로그어: Baldomero Aguinaldo, 1869년 2월 27일 ~ 1915년 2월 4일)은 필리핀의 군인, 독립운동가, 정치인이다. 필리핀의 대통령 에밀리오 아기날도의 사촌이다. 1897년부터 1898년 7월 15일까지 필리핀 혁명 정부의 재무부 장관, 1898년부터 1899년까지 혁명 정부의 국방부 장관과 해군 최고사령관을 지냈다.